# Kirche (Gülden)

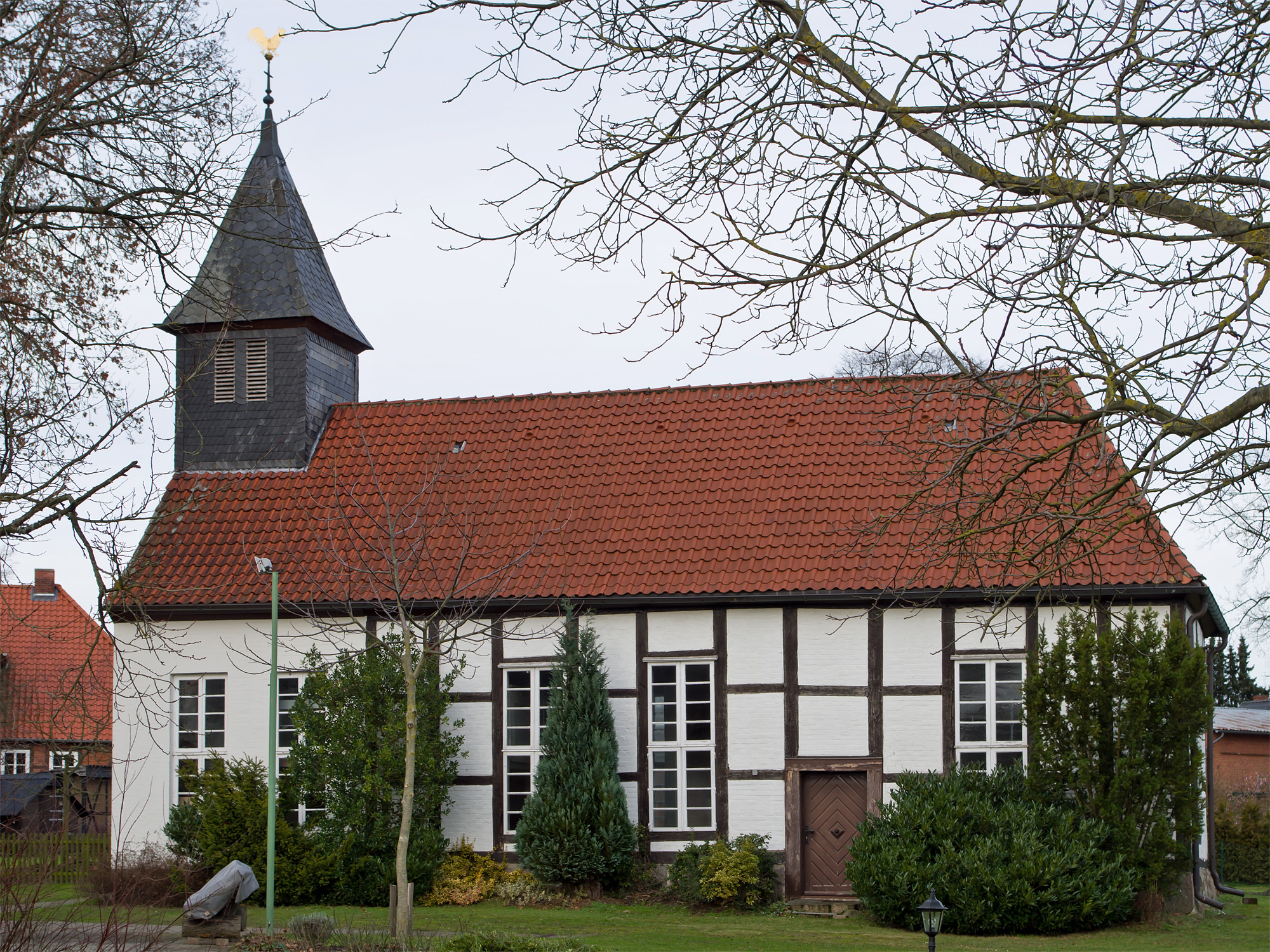
Kirche Gülden

Die evangelisch-lutherische Kirche in Gülden gehört zur Kirchengemeinde Zernien im Kirchenkreis Lüchow-Dannenberg der Landeskirche Hannover.

## Lage
Die Kirche liegt im Dorf Gülden an der K21, zwei Kilometer südlich von Zernien, des Hauptortes der politischen Gemeinde. Auf dem Grundstück befindet sich neben der Kirche ein Privathaus, die ehemalige Dorfschule, die sich früher in kirchlicher Trägerschaft befand.

## Geschichte und Ausstattung
Die Güldener Kirche wird im Lüneburger Pfründenregister von 1534 als „Capelle“ im Amt Hitzacker erwähnt. Gülden und Riebrau bildeten schon 1543 eine vereinigte Mutterkirche. Die Güldener wehrten sich gegen den Pastor und zahlten die schuldigen Abgaben nicht. Sie vergruben ihre Kirchenglocke, den Kelch und das Kruzifix.
Fünfundzwanzig Jahre später, 1568 bei der Generalkirchenvisitation, wird von Pastor Adolf Schenke in seinem Protokoll über Streitigkeiten mit Gülden nichts erwähnt. Offenbar wurden die Streitigkeiten beigelegt.
Erst 1629 erfahren wir wieder etwas über Gülden. Das älteste Schriftstück aus dem Jahr 1629, das sich noch im Archiv der Riebrauer Kirche befindet, berichtet mitten im Dreißigjährigen Krieg, dass Pastor Ludecus seinen Wohnsitz nach Dannenberg verlegt hatte. Zu dieser Zeit gehörten zum Kirchspiel 54 Hufen, die der Pfarre pflichtig sind. Die 15 Dörfer des Kirchspiels gehörten zu drei verschiedenen Ämtern. Die meisten zählten zum Amt Hitzacker. Timmeitz und Zernien gehörten zu Dannenberg, Prepow gehörte zum Amt Wustrow.
Pastor Bernhardus Ludecus predigte von 1608 bis 1655. 1655 wurden Kirche und Pfarrhaus in Riebrau wieder aufgebaut. Die alten Gebäude waren im Krieg abgebrannt. Von den 53 eingepfarrten Hufen, die Pastor Ludecus nennt, haben 27 den Krieg überstanden, gerade die Hälfte. Die fünf Güldener Hufen blieben erhalten. Auch die Kirche in Gülden wurde im Dreißigjährigen Krieg zerstört.
Riebrau und Gülden waren ein armes Kirchspiel. Es gab weder Küster, Schulmeister, Organist noch Pfarrwitwenhaus. Dass die Kinder keinen Unterricht genossen, wurde besonders bemängelt. Gottesdienste wurden jeden Sonntag in Riebrau und Gülden gehalten. Über den Bau der Kirche in Gülden sind keine Unterlagen vorhanden.
26 Jahre nach der Riebrauer war auch die zweite Güldener Kirche abbruchreif. Pastor Küchenthal schreibt darüber:
„Der Bau der Kirche zu Gülden, die sich in einem solchen Zustand befand, dass man sich nicht ohne Lebensgefahr hinein traute, wurde durch mein dringliches Betreiben im Februar 1786 von dem Amtszimmermeister Schmid aus Lüben angefangen, der den ganzen Bau, jedoch die Anschaffung des Eichenholzes, die Spann- und Handdienste nicht eingerechnet, für 490 Reichsthaler unternahm und vollendete. Schon am Schluss des selben Jahres war die Kirche fertig. Mir wurde von dem Herrn Superintendenten, der dazumal kränklich war, die Einweihung derselben aufgetragen. Sie geschah am I. Sonntag nach Epiphanias 1787.“

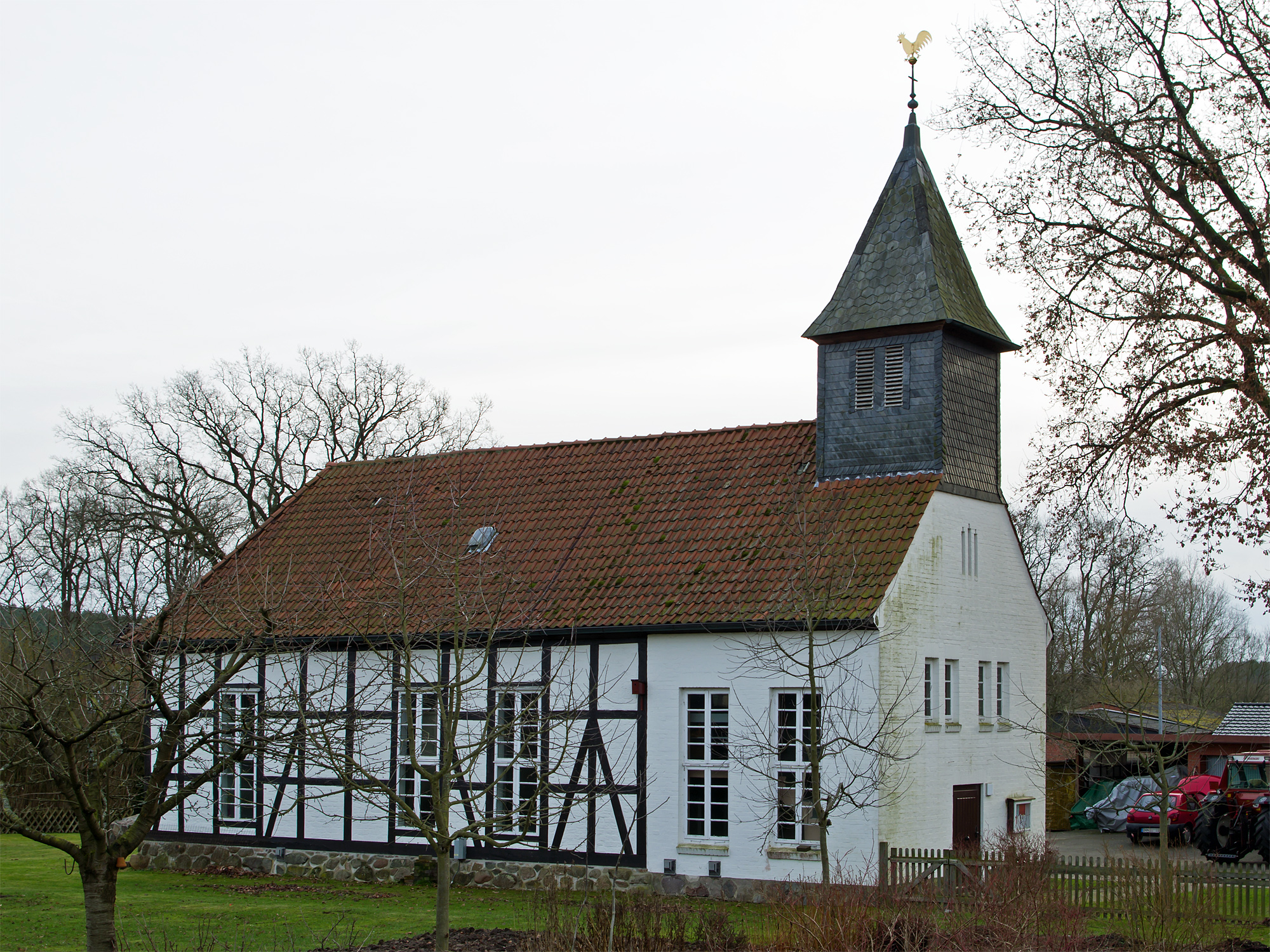
Nordseite der Fachwerkkirche im Dorf Gülden

Die jetzige, 1787 erbaute Güldener Kirche dürfte die dritte sein, wenn man davon ausgeht, dass die zur Reformationszeit erste Capelle ebenfalls im Dreißigjährigen Krieg zerstört wurde. Vom Bau ist der Bauvertrag mit Meister Schmid erhalten, sowie die Abrechnung mit ihm und auch die Aufstellung über die Finanzierung. 149 Reichsthaler (Rth) hatte eine Sammlung in der Gemeinde ergeben, 140 Rth brachte eine Umlage der Hauswirte ein, 116 Rth kamen von der Kirchenverwaltung und der Rest der Sammlung 86 Rth brachte eine Sammlung von Pastor Küchenthal ein.
Johann Heinrich Saucke aus Prepow, der 1787 im Alter von 60 Jahren starb, war der erste, für den in der noch nicht fertiggestellten Kirche ein Trauergottesdienst gehalten wurde.

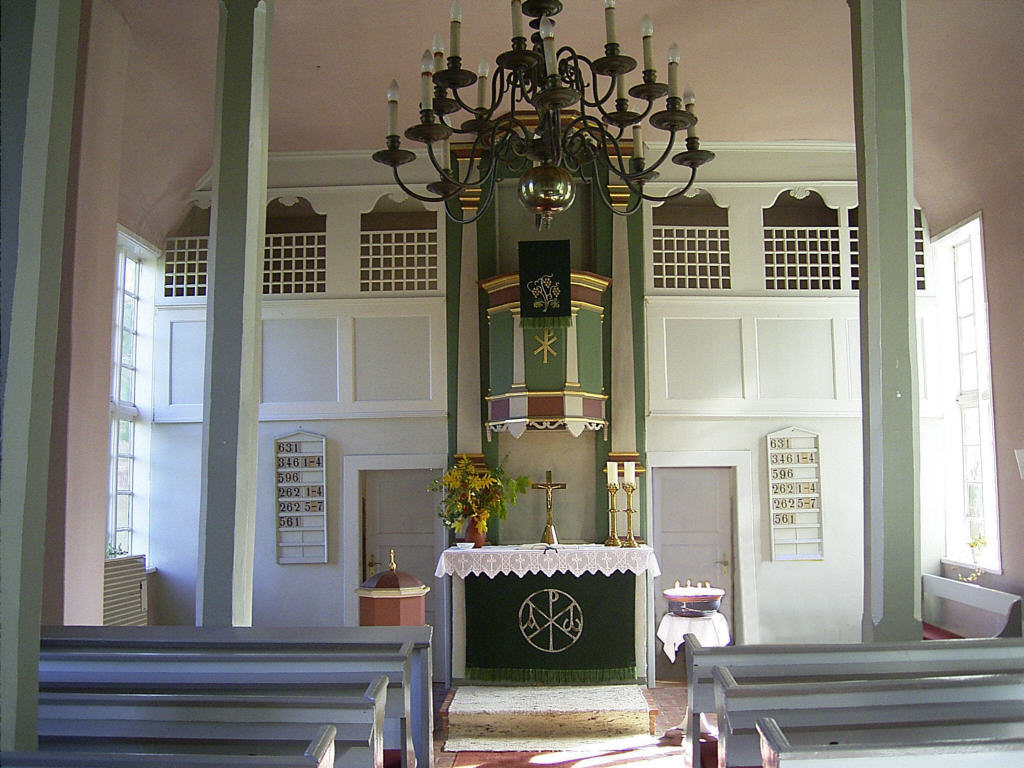
Innenansicht der Kirche Gülden

Die oberen Sitze in der Nähe der Kanzel waren zur Kanzel hin abgegittert, damit die Kirchenbesucher gegen den predigenden Pastor nicht handgreiflich werden konnten, denn das Verhältnis zwischen den Kirchgängern und dem Pastor ist nicht immer das Beste gewesen. So haben sich einmal die Kirchenvorsteher, als der „Seelenhirte“ mit der Gemeinde gar zu derb ins Gericht ging, spontan erhoben und das Gotteshaus verlassen. Der Pastor rief ihnen hinterher: „Seht da gehen sie hin, da habe ich in ein Wespennest gestochen.“
Pastor Wiesen beschrieb 1860 die Güldener Kirche ausführlich:
„Von der Riebrauer Kirche unterscheidet sie sich vor allem durch die Emporen. Prichen, wie man früher sagte, an allen vier Seiten. Nur an der Südseite des Chores fehlen solche. Diese Prichen ruhen auf sechs rohen hölzernen Pfeilern. Der Fußboden besteht aus gebrannten Steinen und in den Sitzen aus Feldsteinen. Der Altar ist viereckig und besteht ebenfalls aus gebrannten Steinen. Über dem Altar befindet sich die Kanzel. Ein altes Taufbecken aus Messing ist vorhanden, ohne Ornamente und Inschrift. Es steht in dem einen Pfosten des Altarschranks, zur Nordseite. Die Sakristei ist weiter nichts als ein Sitz hinter dem Altar. Eine Glocke ist in der Güldener Kirche vorhanden. Einige kleinere Bildwerke, welche schwer zu erkennen sind, befinden sich auf der Glocke. Leider sind sie ohne Inschrift oder Jahreszahl.“
Diese Glocke zersprang im Januar 1890 beim Trauergeläut für die verstorbene Kaiserin Augusta. Die neue Glocke, die daraufhin gegossen wurde, schenkte Kaiser Wilhelm II. der Güldener Kirchengemeinde. In die neue Glocke wurden die Namen von Pastor Beckmann, Küster Wehmeyer, sowie die des Kirchenvorstands gegossen. Die Namen der Kirchenvorstandsmitglieder von 1891 : Jauch – Spranz, Saucke – Prepow, Oetzmann – Gülden, Harneid – Keddien.
1953 wurde die Kirche aus Platzgründen vergrößert. Das mag mit dem Zuzug von Flüchtlingen zusammenhängen – der wenig passende massive Anbau an die Fachwerkkirche brachte allerdings nicht sehr viel mehr Sitzplätze, weil die Seitenemporen bei dieser Gelegenheit entfernt wurden.
2004 wurde dann eine statische Sanierung des Dachstuhls nötig und die Kirche wurde – teils nach alten Befunden – farblich neu gefasst.

## Orgel
Die Orgel in der Kirche zu Gülden stammt von der Orgelbauwerkstatt Steinmann, Vlotho in Westfalen. 1920 wurde das Instrument mit sechs klingenden Stimmen (Registern) auf pneumatischen Kegelladen erbaut. Fünf Register können im Manual gespielt werden; im Pedal ist nur eines, der Subbaß 16', selbständig. Weitere Stimmen können durch eine Pedalkoppel aus dem Manualbereich entlehnt werden.
Die Steinmann-Orgel war 2018 irreparabel defekt und wurde 2019 durch eine kleinere Pfeifenorgel mit fünf Registern ersetzt.